# Садовое (Роменский район)
Садовое (укр. Садове) — село, Роменская городская община, Роменский район, Сумская область, Украина.
Код КОАТУУ — 5924185404. Население по переписи 2001 года составляло 17 человек.

## Географическое положение
Село Садовое находится на правом берегу реки Сула, выше по течению на расстоянии в 2 км расположено село Пески, ниже по течению на расстоянии в 0,5 км расположено село Коржи, на противоположном берегу — сёла Поповка и Беловод. Река в этом месте извилистая, образует лиманы, старицы и заболоченные озёра.

## История
- В 1945 г. Указом Президиума ВС УССР хутор Поливка переименован в Садовый[3].